# Boeotarcha taenialis
Boeotarcha taenialis là một loài bướm đêm trong họ Crambidae.